# Atractosoma troglobium
Atractosoma troglobium är en mångfotingart som beskrevs av Manfredi 1930. Atractosoma troglobium ingår i släktet Atractosoma och familjen knöldubbelfotingar. Inga underarter finns listade i Catalogue of Life.